# Salomo ben Simson ben Eljakim
Salomo ben Simson ben Eljakim (auch: Salman; gestorben am 18. Mai 1096 in Worms) war Rabbiner in Worms und dort auch Judenbischof (Leiter der jüdischen Selbstverwaltung).

## Wirken
Seine theologische Ausbildung erhielt er bei Jakob ben Jakar, Isaak ben Eleasar ha-Levi und vielleicht David ha-Levi. Mit Kalonymos ben Sabbatai arbeitete er zusammen. Er galt als Autorität in Fragen der Halacha und Entscheidungen von ihm wurden in späterer Literatur zahlreich zitiert. Weiter schuf er synagogale Dichtungen.
Er wird in seiner Funktion als Judenbischof im Zusammenhang mit dem großen Privileg Kaiser Heinrichs IV. genannt, das dieser in der ersten Hälfte der 1090er Jahre den Juden und der übrigen Bürgerschaft von Worms erteilte.

## Familie
Salomo ben Simson war verheiratet und hatte mindestens einen Sohn, Simson, und mehrere Töchter. Die gesamte Familie wurde bei dem Pogrom anlässlich des ersten Kreuzzuges zusammen mit mehreren hundert anderen Mitgliedern der Jüdischen Gemeinde Worms ermordet.